# 斯特凡納·波利
斯特凡納·波利（Stéphane Bohli，1983年7月25日—）是一位瑞士職業網球運動員。

## 生涯统计

### 单打

#### 亞軍 (0)
| 赛事类别                                      |
| 大滿貫賽事 (0次亞軍)                          |
| ATP年終賽（大師盃）/ 世界巡迴總決賽 (0次亞軍) |
| ATP大師系列賽/ 世界巡迴大師1000賽 (0次亞軍)   |
| ATP黃金國際巡迴賽 / 世界巡迴500賽 (0次亞軍)   |
| ATP國際巡迴賽 / 世界巡迴250賽 (1次亞軍)       |

| 依場地性質分類 |
| 硬地 (0)       |
| 草地 (0)       |
| 紅土 (1)       |
| 室內地毯 (0)   |

| 依室內外分類 |
| 室外 (1)     |
| 室內 (0)     |

| 次數 | 日期         | ATP男雙賽事    | 場地 | 搭擋                  | 決賽對手                            | 決賽比分         |
| 1.   | 2008年7月7日 | 俄羅斯格施塔德 | 紅土 | 斯坦尼斯拉斯·瓦夫林卡 | 雅羅斯拉夫·萊溫斯基 菲利普·波拉塞克 | 3–6、6–2、[11–9] |

## 外部連結
- 斯特凡納·波利（英文/西班牙文）的官方資料
- 斯特凡納·波利的國際網球總會 職業／青少年 官方資料（英文）
- 斯特凡納·波利的官方資料（英文）